# Schiedeella romeroana
Schiedeella romeroana är en orkidéart som beskrevs av Dariusz Lucjan Szlachetko. Schiedeella romeroana ingår i släktet Schiedeella och familjen orkidéer. Inga underarter finns listade i Catalogue of Life.